# Linggarjati
Linggarjati is een bestuurslaag in het regentschap Garut van de provincie West-Java, Indonesië. Linggarjati telt 3241 inwoners (volkstelling 2010).